# Silvitettix salinus
Silvitettix salinus is een rechtvleugelig insect uit de familie veldsprinkhanen (Acrididae). De wetenschappelijke naam van deze soort is voor het eerst geldig gepubliceerd in 1904 door Lawrence Bruner.